# Jacek Włodyga
Jacek Tadeusz Włodyga (ur. 10 czerwca 1941 we Lwowie, zm. 3 grudnia 2020 w Jeleniej Górze) – polski polityk samorządowy, starosta jeleniogórski (2002–2014), konstruktor skoczni narciarskich, inżynier sanitarny, działacz sportowy, pracownik administracyjny, skoczek narciarski.

## Życiorys
Syn Jerzego i Kazimiery. W młodości rywalizował w różnych zawodach narciarskich. Początkowo reprezentował barwy klubu Budowlani Karpacz, potem Śnieżki Karpacz. W okresie studiów był zawodnikiem AZS Wrocław. Jako skoczek narciarski startował w latach 1956–1961 w krajowych i lokalnych konkursach, głównie na poziomie juniorskim i młodzieżowym, rzadko seniorskim. Zdobył brązowy medal mistrzostw Polski w skokach narciarskich w kategorii juniorów. Po długiej przerwie wrócił do skoków krótko w okresie lat 1969–1970, ponownie w barwach Śnieżki.
Po zakończeniu kariery sportowca i ukończeniu Politechniki Wrocławskiej – na której został magistrem inżynierem urządzeń sanitarnych – zajął się projektowaniem skoczni dla narciarzy. Był autorem projektów profili skoczni w Austrii i Polsce (Zakopane, Karpacz, Wisła). Został współautorem dwóch patentów, został też uhonorowany Nagrodą II Stopnia Ministra Ochrony Środowiska, Zasobów Naturalnych i Leśnictwa za pracę „Technologia biodegradacji zanieczyszczeń organicznych emitowanych w procesach formowania płyt wiórowych w pełnej skali przemysłowej”. Był członkiem zarządu Polskiego Związku Narciarskiego i Międzynarodowej Federacji Narciarskiej, w latach 1981–1991 prezesem Śnieżki Karpacz.
Pracował również jako samorządowiec. W latach 1998–2002 był przewodniczącym rady powiatu karkonoskiego (pierwszym w historii tej jednostki), a w latach 2002–2014 pełnił funkcję starosty jeleniogórskiego. W 2008 otrzymał nagrodę Centrum im. Adama Smitha „Najbardziej Podziwiany Starosta 2008 r.”.
Zmarł w wieku 79 lat na COVID-19.